# Ділкон
Ділкон (англ. Dilkon) — переписна місцевість (CDP) в США, в окрузі Навахо штату Аризона. Населення — 1194 особи (2020).

## Географія
Ділкон розташований за координатами 35°21′10″ пн. ш. 110°18′25″ зх. д. / 35.35278° пн. ш. 110.30694° зх. д. (35.352717, -110.306944). За даними Бюро перепису населення США в 2010 році переписна місцевість мала площу 43,00 км², з яких 43,00 км² — суходіл та 0,00 км² — водойми.

## Демографія
Згідно з переписом 2010 року, у переписній місцевості мешкали 1184 особи в 292 домогосподарствах у складі 256 родин. Густота населення становила 28 осіб/км². Було 361 помешкання (8/км²).
Расовий склад населення:
| - 99,0 % — корінних американців - 0,5 % — білих - 0,1 % — чорних або афроамериканців |

До двох чи більше рас належало 0,3 %. Частка іспаномовних становила 1,4 % від усіх жителів.
За віковим діапазоном населення розподілялося таким чином: 38,3 % — особи молодші 18 років, 54,9 % — особи у віці 18—64 років, 6,8 % — особи у віці 65 років та старші. Медіана віку мешканця становила 24,4 року. На 100 осіб жіночої статі у переписній місцевості припадало 89,1 чоловіків; на 100 жінок у віці від 18 років та старших — 83,7 чоловіків також старших 18 років.
Середній дохід на одне домашнє господарство становив 39 664 долари США (медіана — 30 833), а середній дохід на одну сім'ю — 39 621 долар (медіана — 31 250). Медіана доходів становила 38 214 долари для чоловіків та 35 000 доларів для жінок. За межею бідності перебувало 44,4 % осіб, у тому числі 42,2 % дітей у віці до 18 років та 42,3 % осіб у віці 65 років та старших.
Цивільне працевлаштоване населення становило 245 осіб. Основні галузі зайнятості: освіта, охорона здоров'я та соціальна допомога — 35,9 %, будівництво — 18,0 %, транспорт — 8,6 %, роздрібна торгівля — 8,6 %.